# NXT TakeOver: Chicago II
NXT TakeOver: Chicago II foi o 20º NXT TakeOver e o segundo e último TakeOver: Chicago evento de luta profissional produzido pela WWE. Foi realizado exclusivamente para lutadores da divisão de marcas NXT da promoção. O evento foi ao ar exclusivamente na WWE Network e aconteceu em 16 de junho de 2018, na Allstate Arena no subúrbio de Rosemont, Illinois, em Chicago, como parte do fim de semana do Money in the Bank daquele ano.
Cinco partidas foram disputadas no evento. No evento principal, Tommaso Ciampa derrotou Johnny Gargano em uma Chicago Street Fight. Na eliminatória, Aleister Black derrotou Lars Sullivan para reter o Campeonato do NXT e Ricochet derrotou Velveteen Dream.

## Produção

### Introdução
TakeOver foi uma série de shows de luta profissional que começou em maio de 2014, quando a então liga de desenvolvimento da WWE NXT realizou seu segundo evento exclusivo da WWE Network, anunciado como TakeOver. Nos meses subsequentes, o apelido "TakeOver" se tornou a marca usada pela WWE para todos os especiais ao vivo do NXT. Em 2017, o NXT realizou um evento intitulado NXT TakeOver: Chicago, que aconteceu na Allstate Arena no subúrbio de Chicago em Rosemont, Illinois. Um segundo evento de Chicago, intitulado Chicago II, estava programado para ser realizado no mesmo local em 16 de junho de 2018, como um show de apoio para o pay-per-view Money in the Bank daquele ano. Chicago II foi o vigésimo evento NXT TakeOver.

### Rivalidades
O card continha cinco partidas. As lutas resultaram de enredos roteirizados, onde os lutadores retratavam heróis, vilões ou personagens menos distinguíveis que construíam tensão e culminavam em uma luta livre ou uma série de lutas. Os resultados foram predeterminados pelos escritores da WWE na marca NXT, enquanto as histórias foram produzidas em seu programa de televisão semanal, NXT.
No episódio de 25 de abril do NXT, Adam Cole derrotou Oney Lorcan para reter o Campeonato Norte Americano do NXT após interferência de The Undisputed Era. Após a luta, The Undisputed Era atacou Lorcan. Danny Burch saiu para ajudar Lorcan, mas foi parado por Cole. Na semana seguinte, após Pete Dunne derrotar Roderick Strong por desqualificação, Lorcan e Burch salvaram Dunne de The Undisputed Era. No episódio de 16 de maio do NXT, Dunne, Lorcan e Burch derrotaram The Undisputed Era em uma luta de trios. Na semana seguinte, uma luta de duplas entre The Undisputed Era e Lorcan e Burch pelo Campeonato de Duplas do NXT foi agendada para TakeOver: Chicago.
No episódio de 30 de maio do NXT, Lars Sullivan foi revelado como o desafiante de Aleister Black pelo Campeonato do NXT. Uma luta entre os dois pelo título foi agendada para TakeOver: Chicago.
No TakeOver: New Orleans, Johnny Gargano derrotou Tommaso Ciampa em uma luta não sancionada. No episódio de 25 de abril do NXT, Gargano estava escalado para enfrentar Aleister Black pelo Campeonato do NXT, mas Ciampa atacou Gargano para evitar que a luta acontecesse. No episódio de 16 de maio, a esposa de Gargano, Candice LeRae, deu um tapa em Ciampa. Na semana seguinte, Gargano chamou Ciampa para fora, o que levou a uma briga entre os dois em que Gargano foi inadvertidamente batido em sua esposa. Na semana seguinte, uma briga de rua entre os dois foi marcada para TakeOver: Chicago.

## Antes do evento
NXT TakeOver: Chicago II teve combates de luta livre profissional de diferentes lutadores com rivalidades e histórias pré-determinadas, que se desenvolveram no WWE NXT, programa do território de desenvolvimento da WWE que é transmitido pelo WWE Network. Os lutadores interpretaram um vilão ou um mocinho seguindo uma série de eventos para gerar tensão, culminando em várias lutas. NXT TakeOver é uma série de eventos de luta livre profissional que começou em 29 de maio de 2014, com o território de desenvolvimento da WWE NXT tendo seu segundo evento transmitido ao vivo pelo WWE Network chamado de NXT TakeOver. Nos meses seguintes, o nome "TakeOver" se tornou o nome usado pelo NXT e WWE para todos os especiais ao vivo do NXT. NXT TakeOver: Chicago foi o vigésimo sob o banner de NXT TakeOver, e o terceiro a acontecer em 2018.
No episódio de 25 de abril do NXT, Adam Cole derrotou Oney Lorcan para reter o NXT North American Championship. Após o combate, The Undisputed Era atacou Lorcan. Danny Burch apareceu para ajudar Lorcan, mas foi parado por Cole. Na semana seguinte, depois de Pete Dunne derrotar Roderick Strong por desqualificação, Lorcan e Burch salvaram Dunne da Undisputed Era. No episódio de 16 de maio do NXT, Dunne, Lorcan e Burch derrotaram The Undisputed Era em uma luta de trios. Na semana seguinte, uma luta de duplas entre The Undisputed Era e Lorcan e Burch pelo NXT Tag Team Championship foi marcada para o TakeOver: Chicago.
No episódio de 30 de maio do NXT, Lars Sullivan foi revelado como o desafiante de Aleister Black pelo NXT Championship. Uma luta entre os dois foi marcada para o TakeOver: Chicago.
No NXT TakeOver: New Orleans, Johnny Gargano derrotou Tommaso Ciampa em uma luta não-sancionada. No episódio de 25 de abril do NXT, Gargano foi programado para enfrentar Aleister Black pelo NXT Championship, mas Ciampa atacou Gargano para impedir que o combate ocorresse. No episódio de 16 de maio, a esposa de Gargano, Candice LeRae, deu um tapa em Ciampa. Na semana seguinte, Gargano chamou Ciampa para o ringue, o que levou a uma briga entre os dois em que Gargano golpeou sem querer sua esposa. Na semana seguinte, uma luta street fight entre os dois foi marcada para o TakeOver: Chicago.
No NXT TakeOver: New Orleans, Ricochet e Velveteen Dream competiram sem sucesso na luta de escadas para coroar o primeiro campeão norte-americano do NXT. No episódio de 9 de maio do NXT, Velveteen Dream confrontou Ricochet. Um combate entre os dois foi marcado para a semana seguinte, mas a luta acabou sem resultado depois de Lars Sullivan atacar ambos os lutadores. No episódio de 23 de maio do NXT,  Sullivan derrotou Ricochet e Dream em uma luta 2-contra-1 depois de Dream abandonar Ricochet. No episódio de 30 de maio do NXT, uma luta entre os dois foi marcada para o TakeOver: Chicago.
No episódio de 30 de maio do NXT, depois de Shayna Baszler derrotar Dakota Kai para reter o NXT Women's Championship, Baszler continuou a atacar Kai. Nikki Cross apareceu e fez o salvamento. Após isso, Cross fugiu com o título de Baszler. Na semana seguinte, Cross e Baszler se confrontaram, levando a um combate pelo título de Baszler no TakeOver: Chicago.
Foi anunciado também que o ex-jogador do Indianapolis Colts e atual personalidade da Barstool Sports, Pat McAfee, iria se juntar ao painel do pré-show.

## Resultados
| Nº                                          | Resultados                                                                                  | Estipulações                                  | Tempo |
| ------------------------------------------- | ------------------------------------------------------------------------------------------- | --------------------------------------------- | ----- |
| 1                                           | The Undisputed Era (Kyle O'Reilly e Roderick Strong) (c) derrotou Oney Lorcan e Danny Burch | Luta de duplas pelo NXT Tag Team Championship | 16:00 |
| 2                                           | Ricochet derrotou Velveteen Dream                                                           | Luta individual                               | 22:10 |
| 3                                           | Shayna Baszler (c) derrotou Nikki Cross por submissão                                       | Luta individual pelo NXT Women's Championship | 9:25  |
| 4                                           | Aleister Black (c) derrotou Lars Sullivan                                                   | Luta individual pelo NXT Championship         | 14:07 |
| 5                                           | Tommaso Ciampa derrotou Johnny Gargano                                                      | Luta Chicago Street Fight                     | 35:29 |
| (c) – Refere-se aos campeões antes da luta. |                                                                                             |                                               |       |